# Kvatten
Kvatten är en sjö i Hofors kommun i Gästrikland och ingår i Gavleåns huvudavrinningsområde. Sjöns area är 0,032 kvadratkilometer och den är belägen 104 meter över havet.